# Vic Stasiuk
Victor John „Vic“ Stasiuk (* 23. Mai 1929 in Lethbridge, Alberta; † 7. Mai 2023 ebenda) war ein kanadischer Eishockeyspieler und -trainer. Der linke Flügelstürmer absolvierte zwischen 1950 und 1963 über 800 Spiele für die Chicago Black Hawks, Detroit Red Wings und Boston Bruins in der National Hockey League (NHL) und gewann dabei mit den Red Wings in den Jahren 1952 und 1955 zweimal den Stanley Cup. Anschließend betreute er in der NHL die Philadelphia Flyers, California Golden Seals sowie Vancouver Canucks als Cheftrainer.

## Karriere

### Als Spieler
Vic Stasiuk wurde in Lethbridge geboren und lief dort in seiner Jugend unter anderem für die Lethbridge Native Sons in der Alberta Junior Hockey League auf. Zur Saison 1948/48 wechselte er in die United States Hockey League (USHL), eine Minor League in den Vereinigten Staaten, und war in dieser fortan für die Kansas City Pla-Mors aktiv, die sich im Jahr darauf in Mohawks umbenannten. Aus der USHL gelang dem Flügelstürmer gegen Ende der Spielzeit 1949/50 der Sprung in die National Hockey League (NHL), als ihn die Chicago Black Hawks verpflichteten. In Chicago verbrachte er allerdings nur knapp ein Jahr, bevor er im Dezember 1950 samt Bert Olmstead an die Detroit Red Wings abgegeben wurde, die im Gegenzug Steve Black und Lee Fogolin zu den Black Hawks transferierten.
In Detroit verlebte Stasiuk in der Folge seine erfolgreichste Zeit, so gewann er mit dem Team in den Jahren 1952 und 1955 den Stanley Cup. Allerdings gehörte er nicht permanent zum NHL-Aufgebot der Red Wings, sondern stand auch regelmäßig für die Edmonton Flyers in der Western Hockey League (WHL) auf dem Eis, wo er 1953 nach 80 Scorerpunkten aus 48 Spielen ins WHL First All-Star Team berufen wurde. Zudem hatte dies zur Folge, dass der Kanadier beim dritten Erfolg der Red Wings in dieser Periode (1954) nicht auf dem Stanley Cup verewigt wurde, da er nur in der regulären Saison und nicht in den Playoffs zum Einsatz gekommen war.
Im Juni 1955 schickten ihn die Red Wings samt Terry Sawchuk, Marcel Bonin und Lorne Davis zu den Boston Bruins und erhielten dafür Ed Sandford, Réal Chevrefils, Norm Corcoran, Gilles Boisvert und Warren Godfrey. In Boston formierte Stasiuk mit Johnny Bucyk und Bronco Horvath die Uke Line, eine erfolgreiche Angriffsreihe, die ihren Namen der ukrainischen Abstammung der drei Spieler verdankte. Alle drei Angreifer erreichten zum Ende der 1950er Jahre herausragende Offensivstatistiken, so verzeichnete Stasiuk in der Saison 1959/60 mit 68 Punkten aus 69 Spielen seinen Karriere-Bestwert, platzierte sich unter den zehn besten Scorern der Liga und vertrat das Team darüber hinaus beim NHL All-Star Game 1960.
Im Januar 1961 kehrte Stasiuk nach Detroit zurück, als ihn die Red Wings samt Leo Labine erwarben und dafür Gary Aldcorn, Murray Oliver und Tom McCarthy nach Boston schickten. Er war in der Folge drei weitere Jahre für die Red Wings aktiv, bevor er seine Laufbahn bei den Pittsburgh Hornets in der American Hockey League sowie bei den Memphis Wings in der Central Professional Hockey League ausklingen ließ. 1966 beendete er seine aktive Karriere, wobei er in der NHL insgesamt 811 Partien absolviert und dabei 471 Scorerpunkte verzeichnet hat.

### Als Trainer
Bereits während seiner letzten drei aktiven Jahre fungierte Stasiuk als Spielertrainer in Pittsburgh und Memphis. Anschließend betreute er die Jersey Devils aus der Eastern Hockey League sowie die As de Québec aus der AHL, wobei er 1968 mit dem Louis A. R. Pieri Memorial Award als bester Trainer der AHL geehrt wurde. Zur Saison 1969/70 wurde er als neuer Cheftrainer der Philadelphia Flyers engagiert und kehrte somit in die NHL zurück. Als zweiter Trainer der Franchise-Geschichte führte er das Team in seinem zweiten Jahr in die Playoffs, unterlag dort mit 0:4 den Chicago Black Hawks und wurde in der Folge durch Fred Shero ersetzt. Noch im gleichen Jahr trat er bei den California Golden Seals die Nachfolge von Fred Glover an, der nur wenige Spiele nach Beginn der Spielzeit 1971/72 entlassen wurde. Er trainierte die Golden Seals ebenso nur eine Saison wie im Folgejahr die Vancouver Canucks, die seine letzte NHL-Station darstellen sollten.
Auch in den kommenden Jahren war Stasiuk nicht länger als zwei Jahre bei einem Team tätig, so betreute er im Profibereich noch die Denver Spurs aus der Western Hockey League, bevor er mit den Taber Golden Suns, Medicine Hat Tigers und Lethbridge Broncos drei Juniorenmannschaften übernahm. Im Jahr 1980 beendete er seine Trainerkarriere.
Im Jahr 2009 wurde Stasiuk in die Alberta Sports Hall of Fame aufgenommen. Er verstarb im Mai 2023 wenige Tage vor seinem 94. Geburtstag in Lethbridge in der Provinz Alberta.

## Erfolge und Auszeichnungen
| - 1952 Stanley-Cup-Gewinn mit den Detroit Red Wings - 1953 WHL First All-Star Team - 1955 Stanley-Cup-Gewinn mit den Detroit Red Wings | - 1960 Teilnahme am NHL All-Star Game - 1968 Louis A. R. Pieri Memorial Award - 2009 Aufnahme in die Alberta Sports Hall of Fame |

## Karrierestatistik
(Legende zur Spielerstatistik: Sp oder GP = absolvierte Spiele; T oder G = erzielte Tore; V oder A = erzielte Assists; Pkt oder Pts = erzielte Scorerpunkte; SM oder PIM = erhaltene Strafminuten; +/− = Plus/Minus-Bilanz; PP = erzielte Überzahltore; SH = erzielte Unterzahltore; GW = erzielte Siegtore; 1 Play-downs/Relegation; Kursiv: Statistik nicht vollständig)

### NHL-Trainerstatistik
(Legende zur Trainerstatistik: Sp oder GC = Spiele insgesamt; W oder S = erzielte Siege; L oder N = erzielte Niederlagen; T oder U = erzielte Unentschieden; OTL oder OTN = erzielte Niederlagen nach Overtime oder Shootout; Pts oder Pkt = erzielte Punkte; Pts% oder Pkt% = Punktquote; Win% = Siegquote; Resultat = erreichte Runde in den Play-offs)